# Ludvig 4. af Frankrig
Ludvig 4. (fransk: Louis IV), kaldet Ludvig fra hinsides havet (fransk: Louis d'Outremer), (920/921 – 10. september 954) var konge af Det Vestfrankiske Rige, en forgænger for nutidens Frankrig, fra 936 til 954.
Ludvig var søn af Karl den Enfoldige og Eadgifu af Wessex. Da Ludvig var tre år, tog hans mor ham 'over havet' (Den Engelske Kanal), da hans far blev fængslet i 923 (heraf hans tilnavn). Ved Rudolf af Burgunds død i 936 blev han kaldt tilbage til Frankrig og blev kronet til konge. I realiteten havde han dog ikke magt over meget mere end byen Laon og nogle steder i Nordfrankrig. Han fremviste dog en for sin alder overraskende evne at vinde anseelse hos den altid stridslystne adel. Hans regeringstid bød dog mest på konflikter, i særdeleshed med Hugo den Store, hertug af Paris, som beherskede området syd for Loire og Ile-de-France, området omkring Paris.
I 939 opstod der en konflikt mellem Ludvig og den romerske kejser Otto den Store om Lothringen. Ludvig giftede sig dog alligevel med Ottos søster Gerberge, med hvem han fik to sønner og en datter: Lothar, Karl og Mathilde.
Ludvig blev efterfulgt som konge af sin søn, Lothar.